# Howick Ward
Der Howick Ward ist eine Verwaltungseinheit des Auckland Council in Neuseeland.

## Geographie
Der eine Fläche von 69,7 km² umfassende Howick Ward befindet sich zwischen dem Ōrākei Ward, dem Maungakiekie-Tāmaki Ward und dem Manukau Ward im Westen, dem Manurewa-Papakura Ward im Süden, dem Franklin Ward im Osten und der Tāmaki Strait im Norden.
Die Grenze des Ward verläuft, beginnend im Norden an der Spitze des Musick Point, läuft dann an der Ostseite des Tāmaki River süd- und südwestwärts bis zur Brücke des Highbrook Drive entlang und von da aus ein Stück ostwärts dem Otara Creek und dem Accent Drive bis zum Te Irirangi Drive folgend. An dem Te Irirangi Drive knickt die Grenze der Straße folgend in etwa in Richtung Süden ab und folgt grob gesehen bis zum Everglade Drive und dann in einem Knick nach Osten über die Redoubt Road in einem Bogen nach Norden. Östlich der Straße zählen einigen Flächen zum Ward hinzu, lassen sich aber geographisch schlecht beschreiben. Die Grenze des Ward verläuft dann weiter nach Norden dem Mangemangeroa Creek entlang, bis zu seiner Mündung in die Tāmaki Strait. An der Nordostseite des Howick Ward bildet diese Meeresstraße bis zu Ausgangspunkt des Musick Point zurück die natürliche Grenze des Ward.

## Wirtschaftsdaten
Der Howick Ward zählte 157.700 Einwohner im Jahr 2023. Für den gleichen Zeitraum wies die Statistik über den Howick Local Board 20.271 Unternehmen aus, die 72982 Mitarbeiter beschäftigten.
Das Bruttosozialprodukt, in Neuseeland Gross Domestic Product (GDP) genannt, betrug im Jahr 2023 für das Gebiet 9.835 Mrd. NZD, mit einem Wachstum gegenüber dem Vorjahr von 0,6 %. Neuseeland insgesamt hatte im gleichen Bemessungszeitraum im Vergleich dazu ein Wachstum von 2,9 %.
In dem oben genannten Local Board führte die Branche Produktion/Fertigung mit einem Anteil am GDP von 20,3 % die Statistik an, dicht gefolgt vom Großhandel mit 12,2 % und der Bauwirtschaft mit 8,1 % Anteil.

## Politische Führung des Howick Ward
Die politische Führung des Auckland Council erfolgt durch den Mayor (Bürgermeister), 20 Ward Councillors (Ward Stadträte) und in jedem der dreizehn Wards noch einmal durch eine unterschiedliche Anzahl von Mitgliedern, die in Local Boards organisiert sind. Die derzeit 21 Local Boards haben insgesamt 149 Mitglieder. Während sich die Local Boards auf die Entscheidungsfindung und Führung auf kommunaler Ebene konzentrieren, befassen sich der Mayor mit den Councillors mit dem großen Ganzen der Stadt und mit den strategischen Entscheidungen für das gesamte Stadtgebiet des Auckland Council.
Für den Howick Ward sind zwei Councillors (Stadträte) zuständig und auf lokaler Ebene 9 Local Board Mitglieder für den Howick Local Board. Der Howick Ward ist zudem noch in drei weitere sogenannte Subdivisions unterteilt, die da wären: Howick Subdivision, Pakuranga Subdivision und Botany Subdivision.